# 贯国
贯国，先秦时商朝诸侯国，故地在今山东省曹县西南。
周文王伐灭崇国、贯国、封父國，将貫鼎分给同姓国。貫鼎就是貫國之寳鼎。春秋时期，贯国故地成了宋国的城邑。前658年，齐桓公、宋桓公和江国人、黄国人在贯地会盟。 